# 红旗堰水库
红旗堰水库是中国四川省绵阳市三台县境内的一座水库，位于梓潼江支流未城河上，建于1971年。水库正常库容为1015万立方米，集雨面积为743平方千米，海拔为418.54米。